# Tephritopyrgota rufonigera
Tephritopyrgota rufonigera är en tvåvingeart som beskrevs av Willi Hennig 1960. Tephritopyrgota rufonigera ingår i släktet Tephritopyrgota och familjen Pyrgotidae.
Artens utbredningsområde är Madagaskar. Inga underarter finns listade i Catalogue of Life.